# Fumaria
- Commons
- Wikispecies

Fumaria (vernacular, fumária) é um gênero botânico da família Fumariaceae.

## Espécies

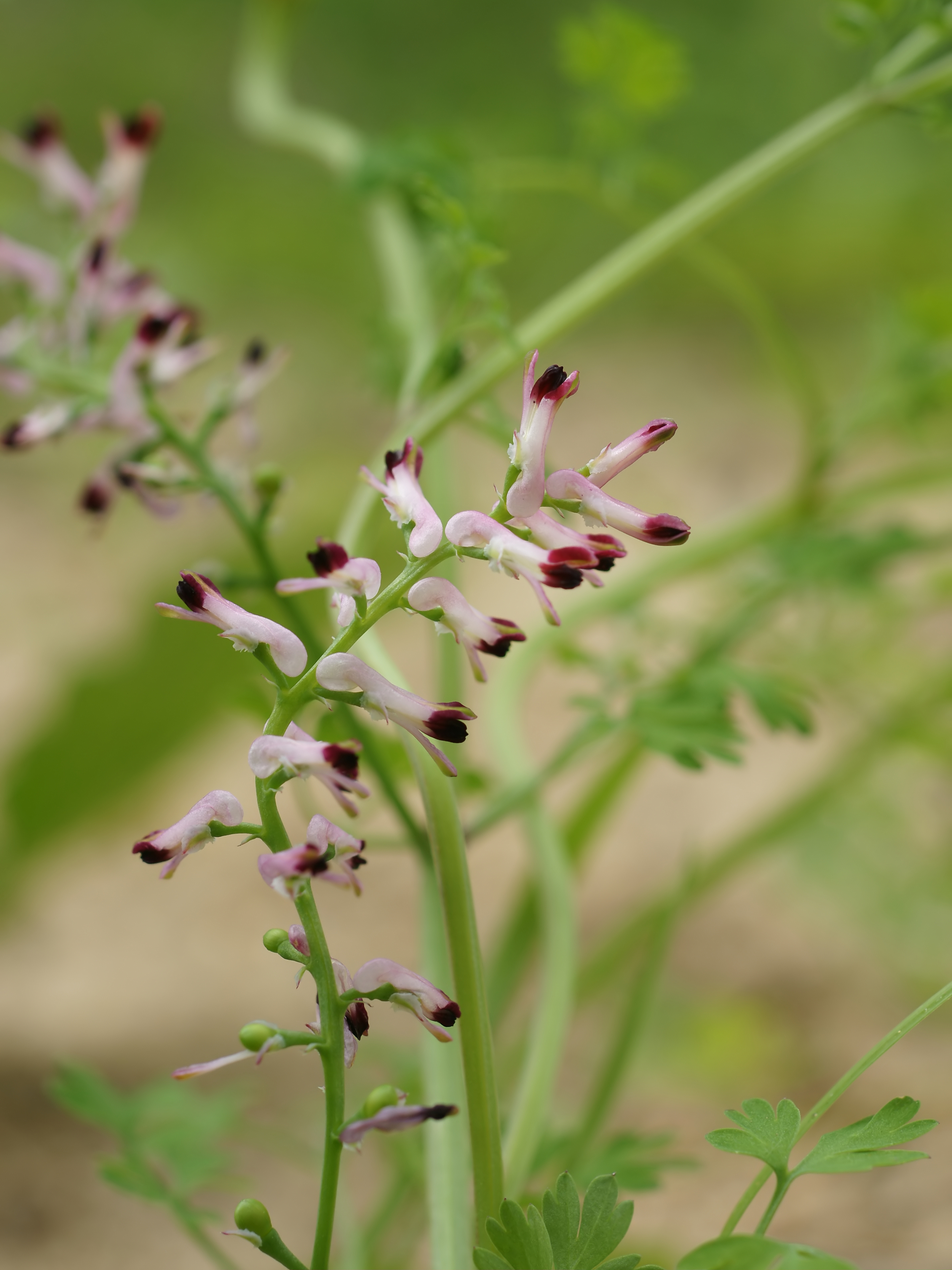
Fumaria bastardii
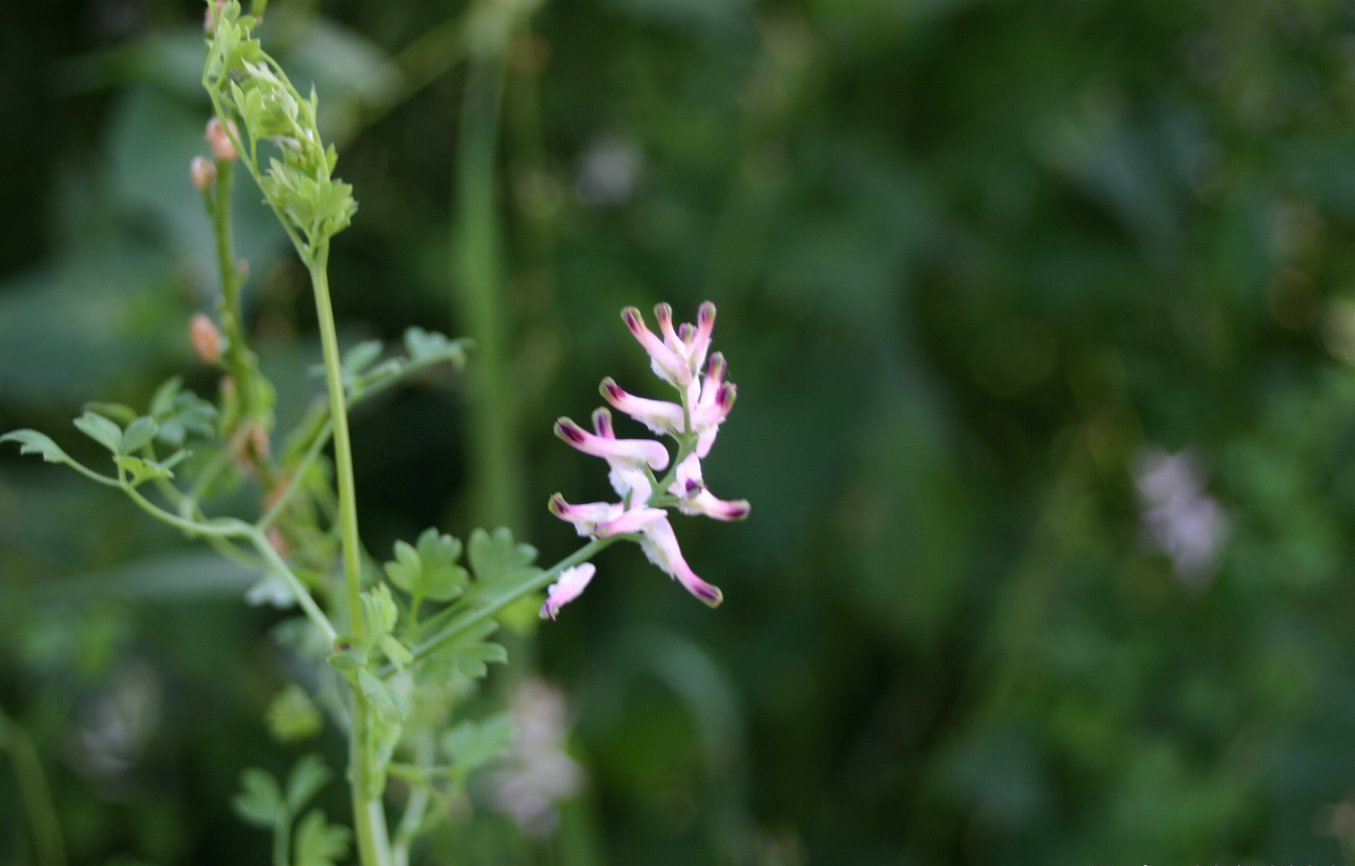
Fumaria capreolata
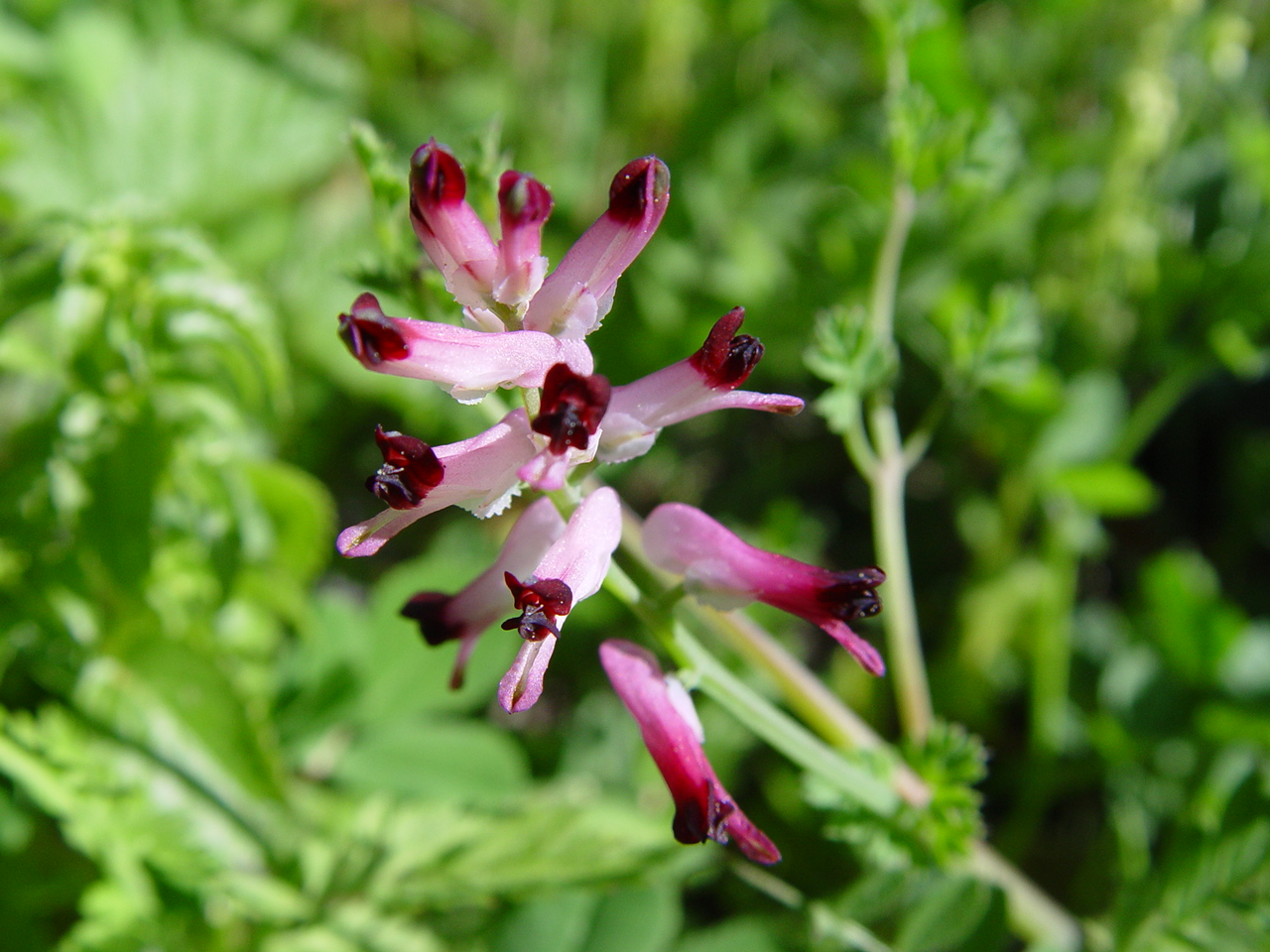
Fumaria densiflora
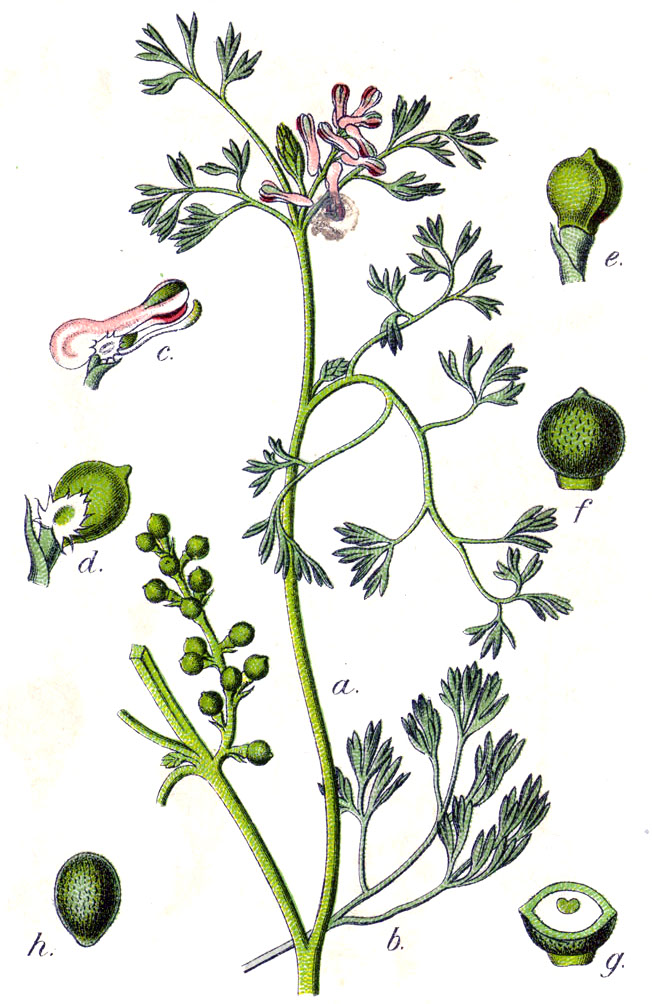
Fumaria martinii
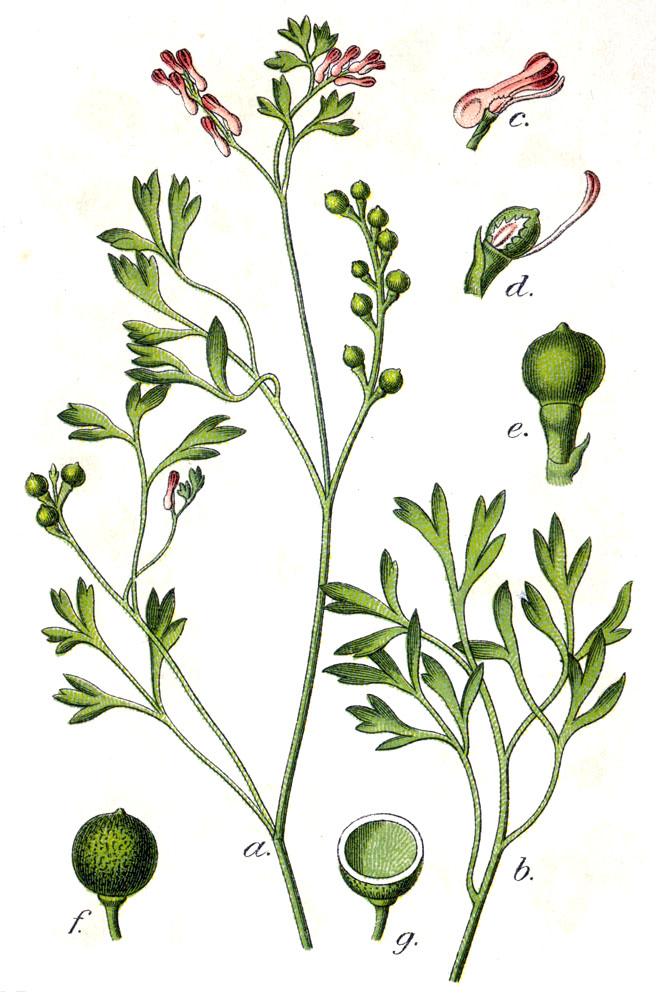
Fumaria muralis
- Fumaria occidentalis
- Fumaria officinalis
- Fumaria purpurea
- Fumaria parviflora
- Fumaria schleicheri
- Fumaria vaillantii

- Fumaria muralis
- Fumaria muralis
- Fumaria muralis
- Fumaria parviflora
- Fumaria vaillantii

## Classificação do gênero
| Sistema | Classificação                      | Referência               |
| ------- | ---------------------------------- | ------------------------ |
| Linné   | Classe Diadelphia, ordem Hexandria | Species plantarum (1753) |